# هری داتون (بازیکن فوتبال)
هری داتون (انگلیسی: Harry Dutton; ۱۶ ژانویهٔ ۱۸۹۸ – ۱۹۷۲ (۷۳−۷۴ سال)) بازیکن فوتبال بود.
از باشگاه‌هایی که در آن بازی کرده‌است می‌توان به باشگاه فوتبال برایتون اند هوو آلبیون اشاره کرد.